# Luc Atrokpo
Luc Atrokpo, de son vrai nom Luc Setondji Atrokpo, est un homme politique béninois né à Bohicon au Bénin. Plusieurs fois élu député à l'assemblée nationale, ainsi que maire de la commune de Bohicon, il est élu maire de la commune de Cotonou lors des élections municipales de 2020 sur la liste du parti Union Progressiste.

## Biographie
Il a été élu sur la liste du parti Union progressiste. Avant de devenir maire de la plus grande et peuplée ville du Bénin, il a d'abord été maire de Bohicon de 2008 à 2020,.
Luc S. Atrokpo est Juriste de formation. Sa carrière politique commence véritablement après son élection en 2003 comme premier adjoint au maire de la ville de Bohicon. À la suite de l'élection de Paulin Tomanaga, maire de Bohicon, comme député à la Ve législature du Bénin en 2007, Luc Setondji Atrokpo prend les rênes de la ville et devint non seulement le maire le plus populaire du Bénin mais aussi et surtout l'un des plus en vue du continent,.
Mis à part sa casquette de maire de la ville de Bohicon, il est également président de l’association nationale des communes du Bénin (ANCB), premier vice-président du conseil des collectivités territoriales de l’union économique et monétaire ouest-africaine (CCT/UEMOA), président de l’union des communes du Zou (UCOZ), membre du conseil d'administration de l'association des régions francophones, membre des réseaux AIMF et CGLU,,.

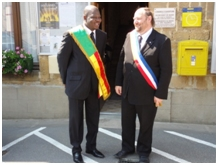
Luc Atrokpo lors du Jumelage d'Aiglemont et Bohicon

Après le travail qu'il a fait dans sa ville natale, Luc Setondji Atrokpo dit rêver de transformer à son tour la ville de Cotonou. C'est ainsi que, sur la liste du parti Union Progressiste, il participe le 17 mai 2020 aux Élections municipales béninoises de 2020 dans le 13e arrondissement de Cotonou. Le 6 juin de la même année, Luc Setondji Atrokpo est élu à la tête de la municipalité de Cotonou,. Au soir de cette élection, il affirme : « Le défi est à notre portée (...) Nous ne voulons pas seulement faire de Cotonou l’une des villes les plus modernes du continent, mais surtout l’une des plus vertes. ».

## Distinctions
En qualité de maire, Luc Sètondji Atrokpo est titulaire de différents prix : 
- Prix de la « meilleure commune » de la coopération allemande en 2009,
- Prix du « meilleur acteur de la coopération décentralisée au Bénin » des Trophées Djembe Awards en 2010[10].

Lors de la COP21, Luc S. Atrokpo se fait remarquer en présentant un plan de lutte contre les inondations liées aux eaux de ruissellement dans le bassin du Zou. Un projet réalisé avec l’appui de l'intercommunalité française et dont l’étude va être en partie financée par la France. A propos de ce sujet, il affirme: « La ville de Bohicon est située dans une vallée. L’eau y est une nuisance, nous voulons en faire un atout »,.